# رشته‌کوه زرافشان
رشته‌کوه زرافشان (به روسی: Зеравшанский хребет) رشته‌کوهی واقع در کوه‌های پامیر-آلای در  ازبکستان و تاجیکستان در آسیای میانه است که در جنوب رود زرافشان قرار دارد.

## مشخصات
رشته‌کوه زرافشان به طول تقریبی ۳۷۰ کیلومتر در گستره‌ای شرقی-غربی کشیده شده‌است. این کوه در سمت شرق باریکتر بوده و قله‌هایی بین ۴٬۵۰۰ تا ۵٬۰۰۰ متر را در این بخش شامل می‌شود و در بخش مرکزی خود، دارای چندین سلسلهٔ کوتاه است که از شمال تا جنوب سر برآورده و توسط یخچال‌هایی پوشیده شده‌اند. کوه چیمتارگا به ارتفاع ۵٬۴۸۹ متر که بلندترین نقطهٔ رشته‌کوه زرافشان را تشکیل می‌دهد در این بخش قرار گرفته است. بخش غربی کوه نیز رفته‌رفته شیبدارتر می‌شود.
زرافشان از شیل یا سنگ‌رست‌های متبلور و سنگ آهک  تشکیل شده و بخشی از آن نیز که عمدتاً در غرب کوه واقع است ساختاری گرانیتی دارد. استپ‌های کوهستانی و جنگل‌های کم‌پشت دامنه‌های این رشته‌کوه را در بر می‌گیرند و در جاهایی نیز علفزارهایی کوهستانی دیده می‌شود.
رشته‌کوه زرافشان همچنین دارای نهشته‌های زغال سنگ و سنگ معدن است.